# Roger Tréville
Roger Tréville (27 de noviembre de 1902 – 27 de septiembre de 2005) fue un actor teatral, cinematográfico y de voz de nacionalidad francesa.

## Biografía
Su verdadero nombre era Roger Troly, y nació en París, Francia, siendo sus padres los actores Georges Tréville (1875-1944) y Fanny Delisle (1881-1969).
Fue actor de voz, y dobló de manera regular a los actores estadounidenses Robert Mitchum y James Stewart.
Roger Tréville falleció en 2005 en Beaumont-du-Périgord, Francia, a los 102 años de edad.

## Teatro
- 1925 : Mon gosse de père, de Léopold Marchand, Théâtre Michel
- 1928 : Yes, de Pierre Soulaine, Albert Willemetz, Robert Bousquet y René Pujol, Théâtre des Capucines
- 1929 : Le Train fantôme, de Arnold Redley, escenografía de Madeleine Geoffroy, Théâtre de la Madeleine
- 1930 : Langrevin père et fils, de Tristan Bernard, escenografía de Jacques Baumer, Théâtre des Nouveautés
- 1933 : La Chauve-Souris, de Johann Strauss a partir de Henri Meilhac y Ludovic Halévy, escenografía de Max Reinhardt, Théâtre Pigalle
- 1941 : La reine s'amuse, de André Barde y Charles Cuvillier, Théâtre Pigalle
- 1946 : Si je voulais, de Paul Géraldy et Robert Spitzer, Théâtre de la Michodière
- 1948 : K.M.X labrador], escrita y dirigida por Jacques Deval, Théâtre de la Michodière
- 1948 : Les Enfants d'Euard, de Frederic Jackson y Roland Bottomley, adaptación de Marc-Gilbert Sauvajon, escenografía de Jean Wall, Théâtre Edouard VII
- 1949 : La Soif, de Henry Bernstein, Théâtre des Ambassadeurs
- 1951 : La Soif, de Henri Bernstein, Théâtre des Célestins y giras Herbert-Karsenty
- 1953 : La Feuille de vigne, de Jean Bernard-Luc, escenografía de Pierre Dux, Théâtre des Célestins
- 1954 : La Manière forte, de Jacques Deval, escenografía del autor, Théâtre de l'Athénée
- 1958 : La Brune que voilà, de Robert Lamoureux, escenografía del autor, Théâtre des Variétés
- 1959 : La Brune que voilà, de Robert Lamoureux, escenografía del autor, Théâtre des Célestins
- 1959 : Les croulants se portent bien, de Roger Ferdinand, escenografía de Robert Manuel, Théâtre Michel
- 1960 : Le Signe de kikota, de Roger Ferdinand, escenografía de Fernand Gravey, Théâtre des Nouveautés
- 1964 : Comment réussir dans les affaires sans vraiment se fatiguer, de Frank Loesser y Abe Burrows, escenografía de Pierre Mondy, Théâtre de Paris

## Filmografía
- 1918 : Les Grands, de Georges Denola
- 1921 : Married Life, de Georges Tréville
- 1921 : The Rotters, de A.V. Bramble
- 1922 : Sinister Street, de George Beranger
- 1925 : Jack, de Robert Saidreau
- 1927 : Cousine de France, de Gaston Roudès
- 1930 : Mon cœur incognito, de Manfred Noa y André-Paul Antoine
- 1930 : Mon gosse de père, de Jean de Limur
- 1930 : Au coin perdu, de Robert Péguy
- 1931 : Nuits de Venise, de Robert Wiene y Pierre Billon
- 1931 : Durand contre Durand, de Eugène Thiele y Léo Joannon
- 1931 : Son Altesse l'amour, de Erich Schmidt y Robert Péguy
- 1931 : Grains de beauté, de Pierre Caron
- 1931 : Je t'adore, mais pourquoi?, de Pierre Colombier
- 1932 : Enlevez-moi, de Léonce Perret
- 1932 : Mirages de Paris, de Fédor Ozep
- 1932 : Vous serez ma femme, de Serge de Poligny
- 1933 : Bach millionnaire, de Henry Wulschleger
- 1934 : La Caserne en folie, de Maurice Cammage
- 1934 : Minuit, place Pigalle, de Roger Richebé
- 1934 : Le Voyage imprévu, de Jean de Limur
- 1934 : Surprise partie, de Marc Didier
- 1935 : Monsieur Prosper, de Robert Péguy
- 1936 : Parlez-moi d'amour, de René Guissart
- 1936 : Jacques et Jacotte, de Robert Péguy
- 1936 : Les Maris de ma femme, de Maurice Cammage
- 1936 : La Petite Dame du wagon-lit, de Maurice Cammage
- 1937 : Le Champion de ces dames, de René Jayet
- 1939 : Le Chasseur de chez Maxim's, de Maurice Cammage
- 1939 : Bach en correctionnelle, de Henry Wulschleger
- 1949 : La Valse brillante, de Jean Boyer
- 1950 : Le Passe-Muraille, de Jean Boyer
- 1950 : The green glove, de Rudolph Maté
- 1950 : L'Anglais tel qu'on le parle, de Jean Tedesco
- 1952 : Deux de l'escadrille, de Maurice Labro
- 1954 : Escale à Orly, de Jean Dréville
- 1954 : Rendez-vous avec Paris, de Bernard Borderie
- 1956 : La mariée est trop belle, de Pierre Gaspard-Huit
- 1956 : The happy road, de Gene Kelly
- 1958 : Le Joueur, de Claude Autant-Lara
- 1958 : Paris holiday, de Gerd Oswald
- 1959 : Rue des prairies, de Denys de La Patellière
- 1960 : Le Pavé de Paris, de Henri Decoin
- 1962 : Ponzio Pilato, de Gian Paolo Callegari y Irving Rapper
- 1966 : How to Steal a Million, de William Wyler
- 1967 : Deux billets pour Mexico, de Christian-Jaque

## Actor de voz
A lo largo de su carrera, Tréville prestó su voz a los siguientes intérpretes:
- Robert Mitchum
- James Stewart
- Vittorio De Sica
- Wilfrid Hyde-White
- Hugh Marlowe
- Cary Grant
- Robert Ryan
- Oliver Hardy
- Randolph Scott
- John Hoyt
- Maurice Denham
- James Seay
- Frank Lovejoy
- Dean Jagger
- Basil Sydney
- Millard Mitchell
- John Dehner
- Stanley Baker
- Jerry Paris
- Carleton Young
- Michael Rennie
- Stefan Skodler
- Anthony Bushell
- Tom Ewell
- Fred Astaire
- Dabbs Greer
- Hans Albers
- Trevor Howard
- Gilbert Roland
- Arthur O'Connell
- John Williams
- Friedrich Von Ledebur
- Daniele Vargas
- Rossano Brazzi
- Vittorio Sanipoli
- Milton Frome
- Charles Ruggles
- Joseph Wiseman
- Tim Moxon
- Walter Pidgeon
- Rex Harrison
- David Tomlinson
- Paul Bryar
- Georges Rigaud
- Franchot Tone
- William Rushton
- John Larkin
- Hugh Williams
- James Mason
- Michael Hordern
- Grady Sutton
- Warren Mitchell
- Edward Ashley
- George Tobias